# WE (Warm Embrace)
WE (Warm Embrace) è un singolo del cantante statunitense Chris Brown, pubblicato il 1º aprile 2022 come secondo estratto dal decimo album in studio Breezy.

## Antefatti
Nel novembre 2020, subito dopo aver creato un account OnlyFans, Brown ha fatto ascoltare un'anteprima di questo brano su tale piattaforma. Nel marzo 2022, oltre un anno dopo la pubblicazione di quest'anteprima, l'artista ha annunciato che il brano sarebbe stato pubblicato come secondo singolo estratto dall'album Breezy, evento verificatosi il successivo 1° aprile.

## Descrizione
WE (Warm Embrace) è una slow-jam R&B che include un campionamento del singolo Let's Chill dei Guy. Secondo la rivista Vibe, il brano presenta un testo romantico che lo pone in controtendenza rispetto alla musica pubblicata da Brown nel periodo immediatamente precedente, la quale era invece caratterizzata da testi ben più espliciti sul piano sessuale.

## Video musicale
Un video musicale diretto da Arrad è stato pubblicato nel giugno 2022. Il video include la partecipazione della cantante e ballerina Normani, presentando dunque una coreografia eseguita dalla stessa insieme a Brown.

## Classifiche
| Classifica (2022) | Posizione massima |
| ----------------- | ----------------- |
| Stati Uniti       | 79                |
| Sudafrica         | 59                |